# 日本國鐵EF50型電力機車
EF50型电力机车（日语：EF50形電気機関車）是日本铁路的第一代干线电力机车车型之一，是由日本国有铁道的前身铁道省于1925年（大正14年）从英国引进，由英国电气公司设计制造，适用于供电制式为1500伏直流电的电气化铁路。

## 历史
1924年（大正13年），为了满足东海道本线东京至国府津区段的电气化需要，日本向英国订购了一批8台干线客运电力机车，当时定型为8000型电力机车（8000～8007）。1928年（昭和3年）10月，根据铁道省的车辆形式称号规程修订，该型机车改称为EF50型电力机车（EF50 1～EF50 8）。
日本在铁路电气化的初期，先后从美国、瑞士、英国引进了多种电力机车以作试验和比较，其中英国电力机车的数量所占最多，但这并非纯粹的技术决定，而是一个国际政治压力下的决定。1921年，美国倡议召开华盛顿会议，会议期间英、美、日、法等国就限制各国海军主力舰吨位的问题上进行了激烈的谈判。日本外交官员决定以进口英国电力机车为条件，以换取英国在《华盛顿海军条约》谈判桌上的让步。
EF50型电力机车运抵日本后，首先配属于东京机关区，主要在东海道本线担当旅客列车的牵引任务。与同样由英国进口的ED50型电力机车一样，EF50型电力机车投入运用初期的故障率颇高，甚至需要蒸汽机车作为补机以作故障时救援之用。尽管如此，由于EF50型电力机车功率较大，因此在二战以前通常用于牵引优等列车。
1952年（昭和27年）4月，随着高崎线完成电气化改造，其中五台EF50型电力机车转配属高崎第二机关区，担当高崎线的旅客列车牵引任务；同时，上野至水上的机车交路实现直通运转，自此EF50型电力机车亦开始出现在上越线。
1954年（昭和29年）2月，EF50-2、EF50-4号机车在高崎第二机关区报废，另外三台机车后改配属东京机关区。1958年（昭和33年），所有EF50型电力机车均告报废。

## 技术特点
EF50型电力机车是干线客运用的大型直流电力机车，适用于供电制式为1500伏直流电的电气化铁路。机车采用非承载式结构的全金属箱形车体，车体各项载荷全部由底架承担，车体侧墙和顶盖不参与承载。车体下部两侧可见有两条鱼腹型侧梁，每条侧梁中部开有九个减重孔，为该型电力机车外观上的特征之一。机车两端为露天的通过台区域，车体两端各设有一个司机室，车体中部为电气室。司机室前方中央设有一扇端门，电气室左右两侧均开有电阻器的通风百叶窗口，车顶两端各装有一台双臂式受电弓。
机车走行部为两台带有导轮轮对的转向架，轴箱采用导框式定位机构。悬挂装置由钢板弹簧、螺旋弹簧和均衡梁组成。牵引电动机采用抱轴式悬挂，牵引电动机的一端安装在转向架构架上，而另一端通过抱轴承刚性抱合在车轴上。牵引电动机输出的扭矩通过一级减速齿轮传递给轮对，牵引齿轮传动比为27：69（1：2.56）。
EF50型电力机车是直—直流电传动的直流电力机车，通过调节起动电阻、牵引电动机的串—并联转换和磁场削弱来达到调速的目的。机车起动和加速时，六台牵引电动机全部以串联连接，并逐步减少起动电阻的阻值，然后将每三台并联连接的牵引电动机为一组，两组牵引电动机以串联连接。为扩大机车的调速范围，在两种连接方式均可以对牵引电动机使用二级磁场削弱。控制装置采用凸轮轴控制器实现有级调压，但由于调压级位数量较少，级位转换时牵引电动机端电压的突然变化往往对列车造成较大的冲击。

## 参看
- ED17型电力机车
- EF51型电力机车
- EF52型电力机车
- 日本电力机车列表